# Isla Grande
Isla Grande – wyspa położona na Morzu Karaibskim około 10 minut łodzią od wybrzeża atlantyckiego Panamy. Wchodzi w skład  prowincji Colón, położona jest ok. 15 km na zachód od Portobelo. Klimat tropikalny. Licząca ok. 300 osób ludność jest głównie pochodzenia afrykańskiego. Są to głównie potomkowie niewolników oraz robotników zatrudnionych przy budowie Kanału Panamskiego.
Na wyspie znajdują się liczne hotele i ośrodki wypoczynkowe. Jest to popularne miejsce wypoczynku oraz uprawiania sportów wodnych: pływania, nurkowania i surfingu.
Nazwa Isla Grande w języku hiszpańskim znaczy Wielka Wyspa.